# 이호준 (프로게이머)
이호준(1991년 7월 23일 ~ )은 대한민국의 전직 스타크래프트, 스타크래프트 II 프로게이머이다. Puma라는 아이디를 사용하며, 종족은 테란이다.

## 개요
2007년 상반기 드래프트에서 이스트로의 5차 지명으로 입단하였다.
2009년 12월 30일 하이트 스파키즈로 이적하였다.
2010년 2월 9일 09-10 신한은행 프로리그 3R 위너스리그 대 공군전에서 홍진호, 차재욱, 박정석, 민찬기를 연속으로 꺾으면서 올킬을 달성했다.
2010년 10월 12일 하이트 스파키즈가 CJ 엔투스에 흡수 합병되면서 하이트 엔투스 소속이 되었다.
2010년 12월 7일 은퇴가 공시되었다. 이후 스타크래프트2 게이머로 활동하였다.
TSL에서 활동했으며 이후 TSL 해체 이후 Evil Geniuses에서 활동했다.
2013년 3월 15일자로 은퇴했다.

## 수상 경력
스타크래프트 II : 프리미어 개인리그 우승 3회, 준우승 2회

#### 스타크래프트
- 2006년 10월 제25회 커리지매치 입상
- 2009년 1월 PGL 시즌4 그랜드파이널 8강

#### 스타크래프트 II
- 2011년: 2011 North American Star League Season 1 우승
- 2011년: IEM Season VI - Global Challenge Cologne 우승
- 2011년: DreamHack Winter 2011 준우승
- 2011년: MLG Raleigh 5위
- 2011년: NASL Season 2 우승
- 2011년: IEM Season VI - Global Challenge Guangzhou 3위
- 2011년: IPL 3 8강
- 2011년: MLG Orlando 7위
- 2012년: IEM Season VI - World Championship 준우승
- 2012년: MLG 2012 Spring Season Championship 6위
- 2012년: Iron Squid Chapter 1 8강
- 2012년: ASUS ROG Winter 2012 3위
- 2012년: NASL Season 3 8강
- 2012년: MLG Spring Championship 5-6th